# Parametopella antholobae
Parametopella antholobae is een vlokreeftensoort uit de familie van de Stenothoidae. De wetenschappelijke naam van de soort is voor het eerst geldig gepubliceerd in 2009 door Krapp-Schickel & Vader.